# Бороковка
Боро́ковка (рос. Бороковка) — село у складі Тяжинського округу Кемеровської області, Росія.

## Населення
Населення — 206 осіб (2010; 306 у 2002).
Національний склад (станом на 2002 рік):
- росіяни — 90 %